# 杨朝晖 (1969年)
杨朝晖（1969年6月—），女，汉族，广东化州人，政治人物，1994年6月加入中国共产党，现任梅州市政协主席。

## 生平
1987年9月至1991年7月，中山大学经济法专业学习。1991年7月至1992年8月，广东省石油化学工业厅干部（其间：1991年7月至1992年8月，在云浮硫铁矿企业集团公司法律顾问室锻炼）。1992年8月至1993年5月，广东省石油化学工业厅企业管理处干部。1993年5月至1994年12月，广东省石油化学工业厅办公室干部。1994年12月至1995年9月，广东省重化工业厅办公室干部。1995年9月至1997年5月，广东省经济委员会企业处科员。1997年5月至1998年7月，广东省经济委员会企业处副主任科员。1998年7月至2000年6月，广东省经济委员会综合处副主任科员（其间：1996年9月至1999年7月，在广东省委党校研究生部经济学专业学习）。2000年6月至2000年10月，广东省经济贸易委员会法规处副主任科员。2000年10月至2004年11月，广东省经济贸易委员会法规处主任科员。2004年11月至2008年12月，广东省经济贸易委员会法规处副处长。2008年12月至2009年10月，广东省经济贸易委员会法规处处长。2009年10月至2014年3月，广东省经济和信息化委员会产业政策处处长。2014年3月至2014年6月，广东省经济和信息化委员会规划与产业政策处处长。2014年6月至2016年1月，广东省经济和信息化委员会节能与循环经济处处长。2016年1月至2016年10月，广东省国资委副主任、党委委员。2016年10月至2016年11月，中共佛山市委常委。2016年11月，任佛山市委常委、组织部长、市委党校校长。2021年7月，任中山市委常委、纪委书记、中山市监察委员会代主任。2021年11月，任中共惠州市委副书记。2023年2月，任梅州市政协主席。